# Raya (App)
Raya ist eine private, mitgliedschaftsbasierte und exklusive Networking-App für IOS, die 2014 von Daniel Gendleman entwickelt wurde. Ursprünglich als reine Dating-App konzipiert, wurden Raya weitere Funktionen hinzugefügt, die beispielsweise das professionelle Netzwerken ermöglichen. Die Mitgliedschaft ist restriktiv und beschränkt sich auf Apple-Nutzer, die einen hohen Bekanntheitsgrad haben und als Prominente gelten. Zudem kann die Mitgliedschaft nur durch einen längeren Auswahlprozess oder eine Einladung erworben werden.

## Geschichte
Raya wurde 2014 von Daniel Gendelman entwickelt und wurde 2015 veröffentlicht. Gendelman bekam die Idee für die App während seines Studiums in Israel. Die App ist lediglich für Apple-Geräte verfügbar.

## Format
Die Nutzer verlinken ihr Profil mit ihrem Instagram-Account, fügen persönliche Informationen hinzu (inklusive ihres Hintergrunds, ihres Berufs und ihrer Interessen) und müssen eine Fotomontage für ihr Profil erstellen. Nach der Erstellung des Accounts können die Nutzer mit der Raya-Community interagieren und sich vernetzen.
Raya beinhaltet einige Extras, die auf die Privatsphäre der Nutzer hinzielt. Wenn ein Nutzer eine Bildschirmaufnahme eines Profils anfertigt, warnt die App den Nutzer, dass man dafür von der Plattform verbannt werden kann. Wiederholte Screenshots führen zu einer Deaktivierung des Nutzerprofils.